# Neolathromera kishidai
Neolathromera kishidai är en stekelart som beskrevs av Ishii 1934. Neolathromera kishidai ingår i släktet Neolathromera och familjen hårstrimsteklar. Inga underarter finns listade i Catalogue of Life.